# Ditassa duartei
Ditassa duartei är en oleanderväxtart som beskrevs av Fontella och T.U.P.Konno. Ditassa duartei ingår i släktet Ditassa och familjen oleanderväxter. Inga underarter finns listade i Catalogue of Life.